# Zelenîi Kut, Bârzula
Zelenîi Kut (în ucraineană Зелений Кут) este un sat în comuna Cuialnic din raionul Bârzula, regiunea Odesa, Ucraina.

## Demografie
Componența lingvistică a localității Zelenîi Kut
     Ucraineană (89,5%)
     Rusă (2,62%)
     Română (2,04%)
Conform recensământului din 2001, majoritatea populației localității Zelenîi Kut era vorbitoare de ucraineană (89,5%), existând în minoritate și vorbitori de armeană (5,83%), rusă (2,62%) și română (2,04%).